# Cinza
Cinza (português brasileiro) ou cinza ou cinzento (português europeu) (do latim cinis), ou ainda gris (do francês gris), é a cor intermediária entre o branco e preto. Em um modelo subtrativo de cores (CMYK), ou seja, de emprego de pigmentos,  é obtido pela soma de preto. Em um modelo aditivo (RGB), ou seja, emprego de luzes, é obtido pela adição de quantidades iguais de vermelho, verde e azul. Duas cores são ditas complementares quando sua adição resulta em cinza. Assim como "violeta" e "rosa", a cor cinza nunca deve ser flexionada no plural: ternos cinza, dias cinza.
Em diversas culturas é a cor associada à tristeza e a temas fúnebres. Mas também pode significar estabilidade, e autocontrole.
A associação à tristeza da cor muito provavelmente tem início na infância quando aglomerações de nuvens em épocas de chuva costumam enclausurar a maioria das crianças em suas casas, impedido-as de sair e brincar. A cor do céu ganha então uma associação à reminiscência desagradável, de solidão e felicidade impedida e sendo assim o sentido fixa-se na história do indivíduo, até o momento da sua morte.
A associação ao fúnebre vem dos pequenos pedaços carbonizados que sobram de tudo aquilo que é consumido (destruído) pelo fogo, do costume de certos povos de queimar os corpos ou objetos de seus entes perdidos, para que o material possa abstrair-se e acompanhar o espírito.
A imposição das cinzas remonta o século X, na Cristandade europeia e marca o início da Quaresma.